# Walter Mesch
Walter Mesch (* 11. August 1964 in Stuttgart) ist ein deutscher Philosoph und Philosophiehistoriker.
Mesch studierte von 1985 bis 1992 Philosophie und Germanistik an den Universitäten Tübingen und Oxford. Die Promotion erfolgte 1992 mit einer Dissertation zu Aristoteles bei Rüdiger Bubner. Anschließend war er dessen Assistent in Tübingen und Heidelberg (1993–1996). Nach der Habilitation 2001 in Heidelberg hatte er unter anderem zwei Lehrstuhlvertretungen (Humboldt-Universität zu Berlin 2003/2004; Universität Bonn 2008/2009) und einen Lehrauftrag an der Universität Luzern (2005) inne. 2006 wurde er zum außerplanmäßigen Professor ernannt. 2007–2008 war er wissenschaftlicher Mitarbeiter am Philosophischen Seminar in Heidelberg. 2009 nahm er einen Ruf an die Universität Münster an, wo er insbesondere die Philosophie der Antike und des Mittelalters vertritt. Von 2012 bis 2017 war er Projektleiter im Exzellenzcluster „Religion und Politik“ der Universität Münster. Mesch gehört dem wissenschaftlichen Beirat der Josef-Pieper-Stiftung an.
Forschungsschwerpunkte sind neben der Philosophie der Antike und des Mittelalters der deutsche Idealismus, die Naturphilosophie, die Zeittheorie, die Ontologie, die praktische Philosophie sowie Hermeneutik, Rhetorik, Dialektik.

## Schriften (Auswahl)
- (Hrsg. mit Christel Gärtner, Thomas Gutmann und Thomas Meyer): Normative Krisen. Verflüssigung und Verfestigung von Normen und normativen Diskursen. Tübingen 2019.
- Aristoteles über das gute Leben. Eine antike Konzeption und ihre aktuelle Bedeutung. Münster 2015.
- (Hrsg.): Glück – Tugend – Zeit. Aristoteles über die Zeitstruktur des guten Lebens. Stuttgart/Weimar 2013.
- Reflektierte Gegenwart. Eine Studie über Zeit und Ewigkeit bei Platon, Aristoteles, Plotin und Augustinus. Klostermann, Frankfurt am Main 2003. (= Habil.schrift Heidelberg 2001)
- mit Rüdiger Bubner (Hrsg.): Die Weltgeschichte – Das Weltgericht? Internationaler Hegel-Kongreß 1999. Klett-Cotta, Stuttgart 2001.
- Ontologie und Dialektik bei Aristoteles. Vandenhoeck & Ruprecht, Göttingen 1994. (= Diss. Tübingen 1992)